# جایزه بزرگ کانادا ۱۹۸۲
جایزه بزرگ کانادا ۱۹۸۲ (انگلیسی: ‎1982 Canadian Grand Prix‎)، که به‌طور رسمی با نام بیست و یکمین جایزه بزرگ کانادا شناخته می‌شود، یک مسابقهٔ موتوری در رشتهٔ اتومبیل‌رانی فرمول یک بود که در تاریخ ۱۳ ژوئن ۱۹۸۲ در پیست ژیل ویلنوو واقع در مونترآل، کبک، کانادا برگزار شد. این گراند پری در میان ۱۶ گراند پری در فصل ۱۹۸۲، مسابقهٔ شمارهٔ ۸ بود.
در این مسابقه که در ۷۰ دور و به مسافت ۳۰۸٫۷۰۰ کیلومتر (۱۹۱٫۸۱۷ مایل) برگزار شد، پول پوزیشن توسط دیدیه پرونی کسب شد و سریع‌ترین زمان برای طی یک دور پیست که برابر با ۱:۲۸٫۳۲۳ بود نیز توسط دیدیه پرونی به ثبت رسید.
نلسون پیکه از تیم برابام-ب‌ام‌و، ریکاردو پاتریس از تیم برابام-فورد و جان واتسون از تیم مک‌لارن-فورد به‌ترتیب مقام‌های اول تا سوم مسابقه را کسب کردند.

## رده‌بندی قهرمانی پس از مسابقه
| جایگاه | راننده         | امتیاز |
| ------ | -------------- | ------ |
| ۱      | جان واتسون     | ۳۰     |
| ۲      | دیدیه پرونی    | ۲۰     |
| ۳      | ریکاردو پاتریس | ۱۹     |
| ۴      | آلن پروست      | ۱۸     |
| ۵      | ککه روسبرگ     | ۱۷     |
| منبع:  |                |        |

| جایگاه | سازنده       | امتیاز |
| ------ | ------------ | ------ |
| ۱      | مک‌لارن-فورد  | ۴۲     |
| ۲      | فراری        | ۲۶     |
| ۳      | ویلیامز-فورد | ۲۶     |
| ۴      | رنو          | ۲۲     |
| ۵      | برابام-فورد  | ۱۹     |
| منبع:  |              |        |

یادداشت
- تنها پنج جایگاه نخست از هر رده‌بندی نمایش داده شده است.